# Wardley (Rutland)
Wardley – wieś w Anglii, w hrabstwie Rutland. Leży 9 km na południe od miasta Oakham i 129 km na północ od Londynu. W 2001 miejscowość liczyła 32 mieszkańców.